# شبکه احراز هویت کاربران
سامانه شاهکار مخفف شبکه احراز هویت کاربران در اصل سامانه متصل کننده اپراتور و مراجع تطبیق دهنده هویتی است، طوریکه اگر هر یک از اپراتورها بخواهند سرویس جدیدی را به مشترکین خود ارائه دهند حتماً باید هویت آنها را بررسی کنند، این سامانه به اپراتور کمک می کند تا هویت مشتری یا فرد مورد نظر را از نظر حقیقی، حقوقی، تابعیت و اطلاعاتی از این دست بررسی کنند، بنابراین می توان گفت شاهکار نوعی سامانه احراز هویت در بستر نوین به شمار می رود. شاید بتوان گفت عمده ترین دلیل راه اندازی سامانه شاهکار افزایش امنیت به مشترکین تلفن همراه، اینترنت و ... به هنگام ارائه خدمات است. نقطه قوت سامانه شاهکار در این است که ارائه خدمات در آن صرفا برای مشترکینی وجود دارد که دارای سیم کارتهایی به نام خودشان هستند که این عامل خود سبب می شود تا افراد دیگر نتوانند از سیم کارتهایی که به نام فرد دیگری استفاده کنند.

## سرویس گیرندگان شاهکار
سامانه شاهکار توسط سازمان تنظیم مقررات و ارتباطات رادیویی و اداره کل امنیت سرویس‌های ارتباطی به عنوان برقرار کننده دسترسی متقاضیان ایجاد شد. این سامانه در ابتدا، به منظور ثبت نام سیم کارت توسط مشتریان اپراتورها و اطمینان از هویت ثبت نام کنندگان به وجود آمد. با توجّه به برطرف سازی نیاز این اپراتورها، مقرر شد ابتدا تعدادی از دستگاه‌های اجرایی و ارگان‌های دولتی کشور، مانند وزارت صنعت، معدن و تجارت از سیستم فوق به منظور انطباق شماره موبایل فرد با کد ملی یا شناسه هویتی کاربر به کار برود. با توجّه به مناسب بودن بستر، ارائۀ این بستر به بخش خصوصی، از ۳ سال گذشته آغاز گردید و پلتفرم‌های آگهی در ایران از جمله شیپور و دیوار مورد تست و بررسی قرار گرفت و سپس دسترسی آن‌ها برقرار شد. در حال حاضر بخش خصوصی نیز می‌تواند از این سرویس استفاده کند.

## عدم نیاز همه کسب و کارها برای بهره‌برداری از سرویس
مطابق نظر امیر ناظمی، معاون وقت وزارت ارتباطات و فناوری اطلاعات، به منظور جلوگیری از ایجاد جو نامناسب در بین کاربران اینترنتی، مقرر شد تا دسترسی همه کسب و کارها برای استفاده از این سرویس، برقرار نشود؛ لذا در ابتدا سامانه فوق در اختیار کسب و کارهای آگهی و حوزه پرداخت الکترونیک ارائه شد و مطابق آن، بانک مرکزی، الزام استفاده از سامانه شاهکار برای برخی از خدمات اپلیکیشن‌ های پرداخت، از جمله دریافت موجودی، دریافت گزارش اعتباری اشخاص و … طی بخشنامه ای اعلام نمود. همچنین به تازگی، الزام برای مالکیت شماره موبایل و کد ملی برای برخی بانک‌ها هنگام کارت به کارت ضروری می‌باشد و اطلاعات توسط سامانه بررسی و در صورت عدم تطبیق، امکان کارت به کارت وجود نخواهد داشت. (البته محدودیت ذکر شده برای کارت به کارت صرفاً برای برخی بانک‌ها فعال می‌باشد و برای سایر بانک‌ها، این مورد، الزامی نمی‌باشد)

## نحوه اخذ دسترسی به سامانه شاهکار
بنا به محرمانگی و افشای اطلاعات اخیر و به منظور جلوگیری از انباشت اطلاعات، سازمان فناوری اطلاعات، نحوه ارائه دسترسی به سامانه شاهکار را از روش مستقیم، به روش غیر مستقیم، یعنی برقراری دسترسی توسط سامانه «سماوا» ایجاد کرده‌است و سرویس گیرندگان قبلی نیز به مرور زمان ملزم به اتصال از این طریق می‌باشند. البته شرکت‌های حوزه پرداخت، کماکان قادر به استفاده از سامانه فوق بر روی instance شاپرک را خواهند داشت و این موضوع صرفاً برای سایر کسب و کارهای مرتبط می‌باشد. کلیه متقاضیان ابتدا باید کسب و کارشان توسط اداره کل امنیت سیستم‌های ارتباطی سازمان تنظیم مقررات و ارتباطات رادیویی تأیید شود و پس از تأیید کسب و کار و اخذ مجوز، برای عقد قرارداد به سازمان فناوری اطلاعات مراجعه و نامه ای را به معاونت دولت الکترونیک و معاونت سیاست گذاری به منظور برقراری دسترسی از بستر PGSB یا سامانه سماوا ارائه دهند؛ لذا ابتدا می‌بایست نامه ای به اداره کل امنیت سیستم‌های ارتباطی ارسال و در صورت تأیید موضوع فعالیت و عقد تفاهم نامه و قراردادی با سازمان فناوری اطلاعات، دسترسی به سامانه فوق، توسط سازمان فناوری اطلاعات برقرار خواهد شد.

## انواع سرویس‌های سامانه شاهکار
۱- سامانه انطباق شناسه سرویس با کد ملی: این سامانه که به عنوان مرسوم‌ترین و متداول‌ترین سرویس شاهکار می‌باشد که به کلیه کسب و کارهایی که حریم خصوصی در آن مطرح است، ارائه می‌شود. این سامانه در حال حاضر به عنوان یکی از روش‌های احراز هویت می‌باشد که کسب و کار با ارسال کد تأیید و در نهایت ارسال کد ملی و شماره موبایل کاربر به سامانه شاهکار، وضعیت تطبیق شناسه هویتی و شماره موبایل کاربر (شناسه سرویس) را بررسی می‌کند.
۲- سامانه استعلام تعداد خطوط: این سامانه یکی دیگر از سامانه‌های شاهکار می‌باشد، که به کلیۀ مشتریان این امکان را می‌دهد تا برای جلوگیری از مشکلات حقوقی، تعداد کلیه سرویس‌های ارتباطی دریافتی از اپراتورهای مختلف را استعلام و به شماره موبایل مطابق با کد ملی کاربر ارسال می‌کند؛ لذا در صورت مغایرت تعداد خطوط با خطوط ثبتی، مشترک باید به یکی از دفاتر امور مشترکان برای بررسی موضوع مراجعه کند. این سامانه در آدرس فوق  موجود می‌باشد.
۳- سامانه استعلام وضعیت سرویس تخصیص داده شده (کلاسه شاهکار): این گزارش دو کاربرد دارد. کاربرد اول برای حالتی است که سرویس‌دهنده با فراخوانی متد، می‌تواند کلاسه صادر شده برای سرویس و شخص مورد نظر خود را صادر کند. در حالت دوم زمانی که سرویس‌دهنده در درخواست سرویس برای مشخصه سرویس خاص با پیغامی مبنی بر تخصیص داده شدن سرویس مواجه می‌شود از این متد استفاده می‌کند. این متد به ویژه برای سرویس‌دهندگان ADSL مورد استفاده قرار می‌گیرد. زمانی که این سرویس‌دهندگان برای شماره تلفنی درخواست می‌دهند ممکن است سرویس‌دهنده‌ای دیگر سرویس ADSL را برای این شماره ثبت کرده باشد. در این حالت با فراخوانی این متد هیچ پیغامی دریافت نخواهد شد که به این منظور است که سرویس به سرویس‌دهندهٔ دیگری تخصیص داده شده‌است.
۴- احراز هویت مشترک متقاضی دریافت سرویس‌های ارتباطی: کلیه اپراتورهای ارتباطی برای ارائۀ خدماتشان، می‌بایست اطلاعات هویتی مشتریان را به وب سرویس شاهکار ارسال و پس از تأیید توسط مرجع تطبیق، فرایند مالکیت انجام شود. این سامانه با اتصال به سامانه ثبت احوال برای اتباع ایرانی و سامانه‌های دیگر از جمله نیروی انتظامی، سامانه پژواک، اداره گذرنامه برای اتباع خارجی، هویت ایشان را بررسی و در صورت تأیید اجازه انتقال مالکیت یا مالکیت سیم کارت جدید را خواهد داد.